# Шаллер, Иоганн Непомук

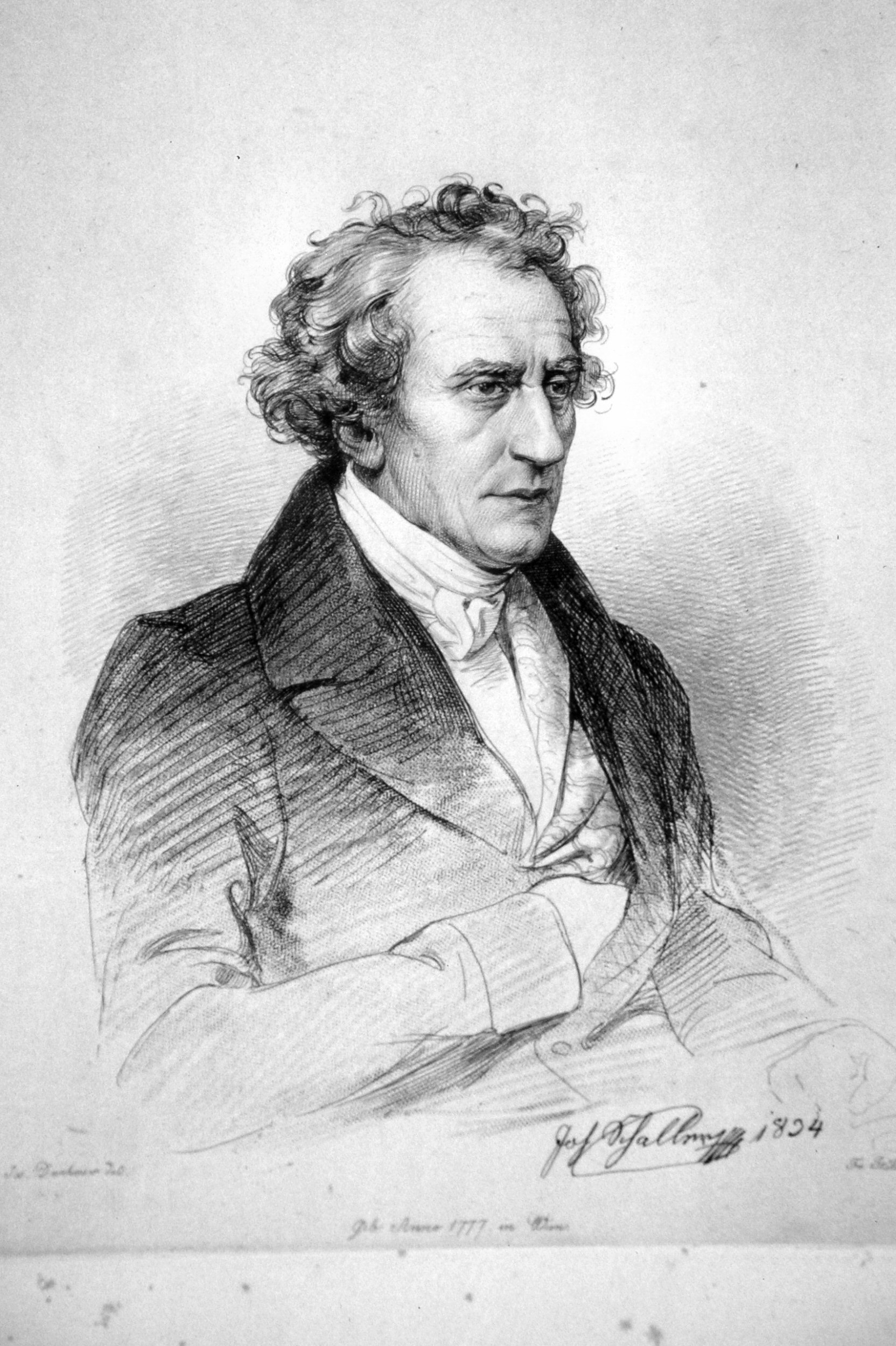
Иоганн Непомук Шаллер на гравюре Франца Ксавера Штёбера, 1834

Иоганн Непомук Шаллер (нем. Johann Nepomuk Schaller; 30 марта 1777, Вена — 16 февраля 1842, Вена) — австрийский скульптор.

## Биография
С 1789 года учился в Венской академии изящных искусств у Губерта Маурера, затем с 1792 года в классе скульптуры у Антонио Грасси и Франца Антона фон Цаунера. Одновременно с 1791 года практиковался на фарфоровой фабрике и в дальнейшем всю жизнь участвовал в разработке моделей для производства фарфора.
В 1812—1813 гг. жил и работал в Риме, близко взаимодействовал с художниками-назарейцами. Затем работал в Мюнхене по заказу Людвига I Баварского, исполняя статуи для знаменитого мемориала «Вальхалла».
С 1823 года вновь в столице Австрии, профессор скульптуры в Академии изящных искусств; среди учеников Шаллера, в частности, Йозеф Гассер.
В 1907 году улица в венском районе Майдлинг названа именем Шаллера.

## Семья
- Старший брат скульптора Антон Фердинанд Шаллер (1773—1844) был историческим живописцем.
- Племянник Шаллера Людвиг (1804—1865) тоже стал скульптором. В конце XIX — начале XX века на страницах Энциклопедического словаря Брокгауза и Ефрона давалась следующая оценка его творчеству: «Многочисленные произведения этого художника — идеальные фигуры, портретные бюсты и статуи, рельефы, статуэтки поэтов — свидетельствуют об основательном изучении им натуры и вместе с тем о живости и находчивости его фантазии; в большинстве случаев они столь же хорошо задуманы, как и исполнены»[1].